# Косинусова теорема
Косинусовата теорема в геометрията гласи:
Квадратът на коя да е страна в триъгълник е равен на сбора от квадратите на другите две страни минус удвоеното произведение на тези две страни и косинуса на ъгъла, заключен между тях.
Разглежда се триъгълник {\displaystyle ABC} със страни {\displaystyle AB=c}, {\displaystyle BC=a} и {\displaystyle CA=b} (фиг. 1).
Тогава е в сила равенството
{\displaystyle c^{2}=a^{2}+b^{2}-2ab\cos \,\gamma }
Тук, с {\displaystyle \gamma } се означава ъгълът, заключен между {\displaystyle a} и {\displaystyle b}. За страните {\displaystyle b} и {\displaystyle c} косинусовата теорема изглежда така:
{\displaystyle a^{2}=b^{2}+c^{2}-2bc\cos \,\alpha }
{\displaystyle b^{2}=a^{2}+c^{2}-2ac\cos \,\beta }
Оттук лесно могат да се изразят и косинусите на дадените ъгли:
{\displaystyle \cos \,\alpha ={\frac {b^{2}+c^{2}-a^{2}}{2bc}}}
{\displaystyle \cos \,\beta ={\frac {a^{2}+c^{2}-b^{2}}{2ac}}}
{\displaystyle \cos \,\gamma ={\frac {a^{2}+b^{2}-c^{2}}{2ab}}}.
Когато един от ъглите на триъгълник е прав, косинусовата теорема се свежда до Питагоровата теорема.

## Доказателства

### Доказателство с Питагорова теорема
Нека да разгледаме триъгълника {\displaystyle ABC}. От върха {\displaystyle C} към страната {\displaystyle AB} е спусната височината {\displaystyle CD} (фиг. 2). От триъгълника {\displaystyle ADC} следва:
{\displaystyle AD=b\cos \,\alpha },
{\displaystyle DB=c-b\cos \,\alpha }
Питагоровата теорема за двата триъгълника {\displaystyle ADC} и {\displaystyle BDC} се записва във вида
{\displaystyle {\begin{cases}h^{2}=b^{2}-(b\cos \,\alpha )^{2}\\h^{2}=a^{2}-(c-b\cos \,\alpha )^{2}\end{cases}}}.
Очевидно, десните части на двете уравнения са равни, т.е.
{\displaystyle b^{2}-(b\cos \,\alpha )^{2}=a^{2}-(c-b\cos \,\alpha )^{2}}.
След опростяване се получава
{\displaystyle a^{2}=b^{2}+c^{2}-2bc\cos \,\alpha }.

### Доказателство с вектори
Въвеждат се базисните вектори {\displaystyle {\overrightarrow {CB}}={\vec {a}}} и {\displaystyle {\overrightarrow {CA}}={\vec {b}}}.
Нека {\displaystyle {\overrightarrow {AB}}={\vec {c}}}. По правилото за изваждане на вектори се получава:
{\displaystyle {\vec {c}}={\vec {a}}-{\vec {b}}}
След повдигане на квадрат се достига до равенството
{\displaystyle {\vec {c}}^{2}={\vec {a}}^{2}+{\vec {b}}^{2}-2({\vec {a}}\cdot {\vec {b}})}
От формулата за скаларно произведение на два вектора става ясно, че
{\displaystyle \Vert {\vec {c}}\Vert ^{2}=\Vert {\vec {a}}\Vert ^{2}+{\Vert {\vec {b}}\Vert }^{2}-2\cdot \Vert {\vec {a}}\Vert \cdot \Vert {\vec {b}}\Vert \cos \angle ({\vec {a}},\ {\vec {b}})}
С това теоремата е доказана.